# Renato Balestra

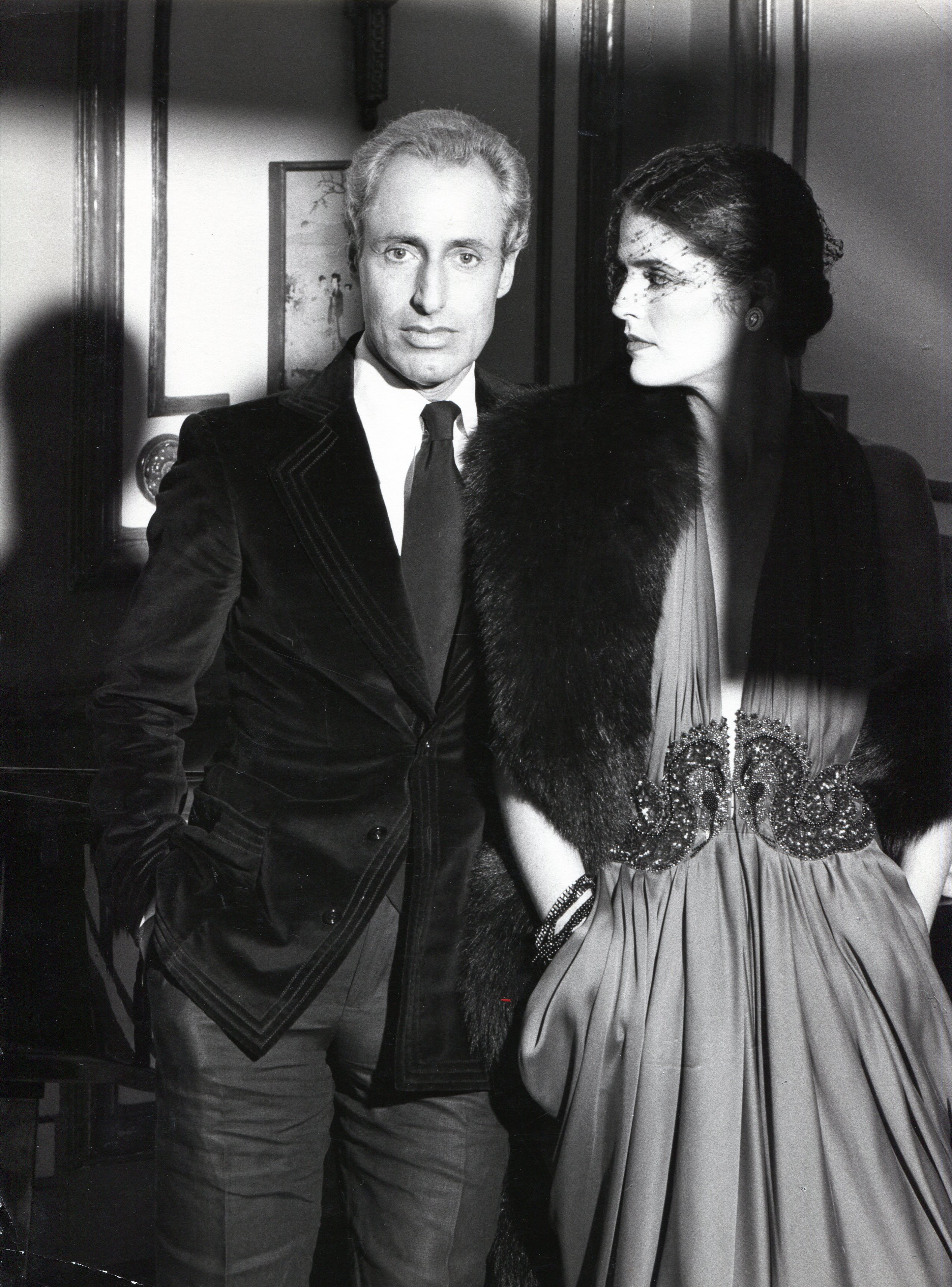
Renato Balestra (1978)

Renato Balestra (* 3. Mai 1924 in Triest; † 26. November 2022 in Rom) war ein italienischer Modedesigner und Unternehmer.
Das Modelabel Balestra wurde 1959 von Renato Balestra gegründet. Seine Couture-Entwürfe wurden durch ihre malerischen Stickereien schnell bekannt.
Ab 1958 arbeitete er in Hollywood. Er erregte Aufmerksamkeit mit seinen Entwürfen für Candice Bergen, Claudia Cardinale, Zsa Zsa Gabor, Ava Gardner, Gina Lollobrigida, Sophia Loren, Liz Taylor, Natalie Wood und andere. 1959 eröffnete er in der Via Gregoriana in Rom ein Atelier. Bekannt wurde sein Blu Balestra, ein Satinkleid in leuchtendem Blau. Das Modelabel wurde 1978 ergänzt um das Parfüm Balestra; es folgten Produkte wie Make-up, Koffer, Brillen und Haushaltsartikel. 2022 übergab er seinen Töchtern Fabiana und Federica Balestra und seiner Enkelin Sofia Bertolli Balestra das Unternehmen. Renato Balestra starb am 26. November 2022 im Alter von 98 Jahren in Rom.